# Nematus bergmanni
Nematus bergmanni – gatunek błonkówki z rodziny pilarzowatych.

## Zasięg występowania
Gatunek szeroko rozpowszechniony w Europie. Notowany w Austrii (wątpliwy), na Białorusi, w Belgii, Chorwacji, Czechach, Estonii, Finlandii, we Francji, w Hiszpanii, Holandii, Irlandii, Luksemburgu, na Łotwie, w  Niemczech, Norwegii, Polsce, Rumunii, na Słowacji, w Szwajcarii, Szwecji, na Węgrzech, Ukrainie, w Wielkiej Brytanii i we Włoszech.

## Budowa ciała
Gąsienice osiągają do 18 mm długości. Ciało ubarwione zielono, przezroczystym, białym, bądź różowo-białym, szerokim paskiem na grzbiecie oraz dwoma ciemniejszymi paskami po bokach. Głowa jest blado-żółto-brązowa z czarnobrązowym rysunkiem. Odwłok zwęża się ku końcowi i zakończony jest parą czerwonawych przysadek odwłokowych.
Imago osiągają 6–8 mm długości. Ubarwienie ciała zielone z czarnym grzbietem.

## Biologia i ekologia
Gatunek pospolity, choć nieliczny, związany z roślinami z rodzaju wierzba, szczególnie z wierzbą kruchą i białą.
Imago spotyka się od kwietnia, zaś gąsienice od maja do października.